# Octav Esinencu
Octav Esinencu (născut la 6 iulie 1976, la Chișinău, Republica Moldova) este un cineast și fotograf român din Republica Moldova. Octav este din familia familia de intelectuali a lui Nicolae și Antonina Esinencu. Este cel de-al treilea copil în familie.

## Biografie

### Educație, studii
Octav Esinencu nu a mers la gradiniță, după care a urmat clasele primare la școala medie  nr. 23 "Dimitrov" din Chișinău. După ce și-a continuat studiile la Școala Republicană Medie de Pictură de tip internat, actuala Școala Igor Vieru, și-a continuat studiile de pictură la Cluj Napoca în România. În paralel, Octav Esinencu reușește să-și ia licenta de contabil, la Colegiul de Economie și Contabilitate din Soroca din Republica Moldova.

### Biografie artistică
- În anul 2003, face scenografia la filmul  Ispita, regizat de Ana Felicia Scutelnicu
- În anul 2004, participă la tabăra de Vara CarbonART cu performance-ul BLANKOPHOBIA, Chișinău
- Tabere sunt organizate de UNESCO România:
  - În 2006 participă la Tabăra Internațională de Artă Lucian Grigorescu din Medgidia, România
  - În 2007 participă la Tabăra Internațională de Artă Vlaicu Ionescu din Călimănești, România
- Din 2006 până în prezent a regizat trei filme de scurt metraj: NON-EU, LIBERATION și IX EX.
- A participat la diverse expoziții atât în grup  cât și solo, atât în Moldova , cât și în România, Ucraina, Germania

### Recunoaștere
- Decembrie 2007 - Octav Esinencu a luat premiul 3 în cadrul expoziției concurs de fotografie organizat de Misiunea OSCE în Moldova - "Imaging Moldova - Diversity and Identity"